# Hydriomena sperryi
Hydriomena sperryi là một loài bướm đêm trong họ Geometridae.